# Plavajoča vetrna turbina
Plavajoča vetrna turbina je tip vetrne turbine, ki se jo lahko uporablja na morjih, kjer je globina prevelika za pritrditev fiksne turbine. Vetrna turbina je nameščena na plovec (ponton) in je zasidrana, da se ne premika. Na morjih je po navadi veter močnejši in bolj predvidljiv.
Možna je tudi izgradnja parkov z več turbinami, s čimer se ze zmanjšajo stroški daljnovoda in vzdrževalni stroški. Prednost teh turbin je tudi, da se jih lahko prej zgradi v pristanišču in potem odvleče na lokacijo.
Koncept za plavajočo vetrno turbino je predstavil Professor William E. Heronemus leta 1972. Vendar se je komercialna vetrna energija razširila šele v srednjih 1990ih. Do leta 2003 so vetrne turbine fiksno pritrdili v globino vode do 30 metrov. Na svetu je veliko ugodnih vetrovnih lokacij z globino vode do 600 metrov.
Plavajoča vetrna turbina spada v kategorijo odobalnih vetrnih turbin, vendar se ralikuje od nekaterih drugih turbin, da ni fiksno pritrjena na dno morja.